# Luciano Suriani
Luciano Suriani, né le 11 janvier 1957 à Atessa, est un prélat italien de l'Église catholique et Nonce apostolique en Bulgarie (en) depuis 2022. 

## Biographie
Luciano Suriani naît le 11 janvier 1957 à Atessa, dans la province de Chieti en Italie. Il est ordonné prêtre le 5 août 1981. Il est incardiné au sein du diocèse de Chieti-Vasto. Il obtient un doctorat en droit canonique de l'Académie pontificale ecclésiastique.

## Carrière diplomatique
Il entra au sein du corps diplomatique du Saint-Siège le 1er juin 1990, et travailla au sein de la nonciature apostolique en Côte d'Ivoire, en Suisse, dans la Section des Relations entre États du Secrétaire d'État, ainsi que la nonciature en Italie (en), où il fut conseiller.
Le pape Benoît XVI le nomme nonce apostolique en Bolivie (en) et archevêque titulaire d'Amiternum (de) le 22 février 2008. Quelques mois plus tard, il est ordonné évêque par Tarcisio Bertone.
Le 22 septembre 2008, après neuf mois de services, Giambattista Diquattro le remplace au poste de nonce apostolique en Bolivie (en). Suriani avait demandé une nouvelle fonction en raison de problèmes de santé associés aux hautes altitudes. La Paz se situe à 3 640 mètres au-dessus du niveau de la mer. 
Le 24 septembre 2009, Suriani est nommé à la Secrétairerie d'État. En tant que délégué des représentants du pape, il a la responsabilité de coordonner les diplomates du Saint-Siège.
Le 7 décembre 2015, le pape François le nomme nonce en Serbie.
Le 13 mai 2022, le pape François le nomme nonce en Bulgarie (en) et Macédoine du Nord (en),.

## Voir également
- Liste des représentants actuels pour le Saint-Siège